# لغز وادي ساساسا
لغز وادي ساساسا (بالإنجليزية: The Mystery of the Sasassa Valley) هي قصة قصيرة كتبها السير آرثر كونان دويل عندما كان في العشرين 20 من عمره، وتدور أحداثها في جنوب أفريقيا، تم نشر القصة لأول مرة باسم مجهول في مجلة تشامبرز في 6 سبتمبر 1879، ولم يظهر اسم دويل على القصة إلا في الطبعات الأمريكية والأوروبية عام 1893.

## وصلات خارجية
- لغز وادي ساساسا علي كتب جوجل (باللغة الإنجيليزية)